# Stephanie McCann
Stephanie McCann (ur. 22 kwietnia 1977 w Vancouver) – kanadyjska lekkoatletka, tyczkarka.

## Osiągnięcia
- brązowy medal igrzysk wspólnoty narodów (Manchester 2002)
- brązowy medal igrzysk panamerykańskich (Santo Domingo 2003)
- 10. miejsce podczas igrzysk olimpijskich (Ateny 2004)
- brąz igrzysk wspólnoty narodów (Melbourne 2006)
- wielokrotna mistrzyni i rekordzistka Kanady

## Rekordy życiowe
- skok o tyczce (stadion) - 4,41 (2003)
- skok o tyczce (hala) - 4,35 (2004)